# Tamaitemioka Island
Tamaitemioka Island ist eine Insel vor Stewart Island in der Region Southland im Süden der Südinsel von Neuseeland.

## Geographie
Tamaitemioka Island befindet sich westlich der Südwestspitze von Stewart Island und im mittleren Teil einer der fünf Inselgruppen der Titi/Muttonbird Islands, die im Südwesten von Stewart Island liegt. Die Insel liegt ungefähr 10 km westlich der Küste von Stewart Island und umfasst eine Fläche von rund 12,4 Hektar. Dabei weist die Insel eine Länge von rund 610 m in Ost-West-Richtung auf und kommt auf eine maximale Breite von rund 530 m in Nord-Süd-Richtung. Die höchste Erhebung befindet sich mit 90 m etwas nordöstlich der Inselmitte.
Die bis zu 103 m hohe Nachbarinsel Pohowaitai Island befindet sich nur durch einen rund 30 m breiten Spalt von der nordnordöstlich von ihr liegenden Insel Tamaitemioka Island entfernt. Die Putauhina Nuggets sind ab einer Entfernung von rund 1,6 km in südöstlicher Richtung zu finden und reihen sich über rund 2,7 km in ostnordöstlicher Richtung aneinander. An ihrem Ende liegt Putauhina Island, rund 3 km östlich von Tamaitemioka Island.